# 帕里什基夫
50°24′44″N 31°25′41″E / 50.41222°N 31.42806°E
帕里什基夫（烏克蘭語：Паришків）是位於烏克蘭北部的村莊，由基辅州布羅瓦里區的巴里希夫卡市鎮負責管轄。該村始建於1648年，面積3.86平方公里，海拔高度103米，2001年人口630。